# 埃尔索莱拉斯
埃尔索莱拉斯，是西班牙加泰罗尼亚莱里达省的一个市镇。 总面积13平方公里，总人口412人（2001年），人口密度32人/平方公里。